# Megascops
Megascops Kaup, 1848 è un genere di uccelli appartenente alla famiglia degli Strigidi.

## Tassonomia
Il genere comprende le seguenti specie:
- Megascops asio (Linnaeus, 1758)
- Megascops kennicottii (D.G.Elliot, 1867)
- Megascops seductus (R.T.Moore, 1941
- Megascops cooperi (Ridgway, 1878)
- Megascops trichopsis (Wagler, 1832)
- Megascops choliba (Vieillot, 1817)
- Megascops roboratus (Bangs & Noble, 1918)
- Megascops koepckeae (Hekstra, 1982)
- Megascops clarkii (L.Kelso & E.H.Kelso, 1935)
- Megascops barbarus (P.L.Sclater & Salvin, 1868
- Megascops ingens (Salvin, 1897)
- Megascops colombianus (Traylor, 1952)
- Megascops petersoni (Fitzpatrick & O'Neill, 1986)
- Megascops marshalli (Weske & Terborgh, 1981)
- Megascops watsonii (Cassin, 1849)
- Megascops guatemalae (Sharpe, 1875)
- Megascops vermiculatus Ridgway, 1887
- Megascops roraimae (Salvin, 1897)
- Megascops napensis (Chapman, 1928)
- Megascops centralis (Hekstra, 1982)
- Megascops hoyi (C.König & Straneck, 1989
- Megascops atricapilla (Temminck, 1822)
- Megascops sanctaecatarinae (Salvin, 1897)
- Megascops nudipes (Daudin, 1800)
- Megascops albogularis (Cassin, 1849)